# Paula Mollenhauer
Paula Mollenhauer, nemška atletinja, * 22. december 1908, Hamburg, Nemško cesarstvo, † 7. julij 1988, Hamburg, Zahodna Nemčija.
Nastopila je na poletnih olimpijskih igrah v letih 1928 in 1936, ko je osvojila bronasto medaljo v metu diska, leta 1928 je bila dvanajsta. Na evropskih prvenstvih je leta 1938 prav tako osvojila bronasto medaljo.